# John Doggett
John Jay Doggett è un personaggio della serie televisiva X-Files, interpretato da Robert Patrick, con la voce italiana di Luca Ward.

## Biografia
John Doggett presta servizio nel corpo dei Marines nell'unità anfibia dal 1977 al 1983 con il grado di sergente. Prende parte alla Forza Multinazionale per il Processo di Pace in Libano dall'82 all'83. Si ritira dal corpo dei Marines con encomio militare, dopo essere stato ferito in battaglia.

Prende un master in pubblica amministrazione all'università di Syracuse nello stato di New York per poi andare a lavorare al Dipartimento di Polizia della città dal 1987 al 1995. Presta servizio come detective della sezione che investiga sui ricercati latitanti e sui fuggitivi. Durante questo periodo nel NYPD, suo figlio Luke Dogget di 7 anni viene rapito e ucciso.

Dopo questa tragedia familiare, il suo matrimonio con Barbara fallisce e i due divorziano. Inizia una collaborazione con l'agente speciale Monica Reyes del dipartimento dell'FBI di New York, nel tentativo di ricerca dell'assassino di suo figlio.

## Gli X-Files
Nel 1995, Doggett si diploma all'Accademia dell'FBI e prende servizio come agente speciale nella sezione investigativa criminale. Nel 2000, il direttore Alvin Kersh lo assegna alla squadra che si occupa della ricerca dell'agente speciale Fox Mulder, facendo la sua prima apparizione durante l'ottava stagione della serie. La caccia all'uomo alla quale prende parte, non ha esito positivo e l'agente Doggett è demotivato per il suo assegnamento agli X-Files accanto all'agente speciale Dana Scully. Durante questo periodo, inizia un rapporto di conflittualità con l'autorità del direttore Kersh, simile a quello tra Skinner e Mulder.

La collaborazione con Scully, risulta un po' difficoltosa all'inizio, dato che nel corso degli anni, Scully ha dovuto ricredersi sui vari avvenimenti paranormali della quale è stata testimone insieme al collega Mulder, mentre ora deve scontrarsi con lo scetticismo (che un tempo era suo) dell'agente Doggett. Quest'ultimo, applica come metro di misura, la disciplina e la durezza che gli è stata insegnata durante la sua permanenza nei marines e nella polizia, dimostrandosi ostile e scettico e preferendo la forza delle armi alle spiegazioni scientifiche. Ma nel corso del tempo, Scully e Doggett inizieranno a fidarsi l'una dell'altro.

## Vari sviluppi
Durante la permanenza agli X-Files, Doggett chiede di essere affiancato da Monica Reyes, con la quale aveva già lavorato a New York. Dopo il suo ritrovamento, Mulder viene licenziato dall'FBI e l'agente Scully presta servizio come insegnante medico patologo presso l'accademia dell'FBI. John Doggett, per il suo atteggiamento scettico e assolutamente distaccato sugli X-Files, ricopre durante questo periodo, il carattere del personaggio che, all'inizio della serie, era stato di Dana Scully. Al contrario, l'atteggiamento aperto e molto curioso verso i vari fenomeni paranormali della quale è testimone, rendono l'agente Reyes la giusta contrapposizione a Doggett, come lo era la figura di Fox Mulder.

Durante gli ultimi episodi della serie, Doggett testimonierà in favore di Mulder durante il processo per la sua condanna a morte. Alla fine della serie, Doggett e Reyes prestano servizio presso l'FBI non più come agenti speciali, ma con mansioni di agenti semplici e il direttore Kersh chiude la divisione degli X-Files, probabilmente per sempre.